# Хоффман, Патрик
Па́трик Хо́ффман (нем. Patrick Hoffmann; род. 25 июля 1974, Мюнхен) — немецкий кёрлингист.
В составе мужской сборной Германии участник зимних Олимпийских игр 2002 года (заняли шестое место); участник трёх чемпионатов мира (серебряные призёры в 2004), участник девяти чемпионатов Европы (чемпионы в 2002 и 2004. Чемпион Германии среди мужчин. В составе юниорской мужской сборной Германии участник двух чемпионатов мира (серебряные и бронзовые призёры).
Играл в основном на позиции первого.

## Достижения
- Чемпионат мира по кёрлингу среди мужчин: серебро (2004).
- Чемпионат Европы по кёрлингу: золото (2002, 2004).
- Чемпионат Германии по кёрлингу среди мужчин: золото (2002, 2004), бронза (2003).
- Чемпионат мира по кёрлингу среди юниоров: серебро (1995), бронза (1996).

## Команды
| Сезон   | Четвёртый       | Третий          | Второй            | Первый             | Запасной           | Тренер                        | Турниры                              |
| ------- | --------------- | --------------- | ----------------- | ------------------ | ------------------ | ----------------------------- | ------------------------------------ |
| 1994—95 | Даниэль Херберг | Себастьян Шток  | Stephan Wiedemann | Патрик Хоффман     | Себастьян Линкеман |                               | ЧМЮ 1995                             |
| 1995—96 | Себастьян Шток  | Патрик Хоффман  | Stephan Wiedemann | Себастьян Линкеман | Sebastian Jacoby   |                               | ЧМЮ 1996                             |
| 1996—97 | Даниэль Херберг | Бьорн Шрёдер    | Штефан Кнолль     | Патрик Хоффман     | Маркус Мессенцель  | Кит Вендорф                   | ЧЕ 1996 (4 место)                    |
| 1998—99 | Даниэль Херберг | Себастьян Шток  | Штефан Кнолль     | Патрик Хоффман     | Маркус Мессенцель  | Кит Вендорф                   | ЧЕ 1998 (6 место)                    |
| 1999—00 | Даниэль Херберг | Себастьян Шток  | Штефан Кнолль     | Патрик Хоффман     | Маркус Мессенцель  | Кит Вендорф                   | ЧЕ 1999 (9 место)                    |
| 2000—01 | Анди Капп       | Ули Капп        | Оливер Аксник     | Хольгер Хёне       | Патрик Хоффман     | Кит Вендорф, Дитер Кольб (ЧЕ) | ЧЕ 2000 (6 место) ЧМ 2001 (6 место)  |
| 2001—02 | Себастьян Шток  | Даниэль Херберг | Штефан Кнолль     | Маркус Мессенцель  | Патрик Хоффман     | Кит Вендорф                   | ЧЕ 2001 (8 место) ЗОИ 2002 (6 место) |
| 2002—03 | Себастьян Шток  | Даниэль Херберг | Штефан Кнолль     | Маркус Мессенцель  | Патрик Хоффман     | Ули Сутор                     | ЧЕ 2002                              |
| 2003—04 | Себастьян Шток  | Даниэль Херберг | Маркус Мессенцель | Патрик Хоффман     | Штефан Кнолль      | Ули Сутор                     | ЧЕ 2003 (6 место)                    |
| 2003—04 | Себастьян Шток  | Даниэль Херберг | Штефан Кнолль     | Маркус Мессенцель  | Патрик Хоффман     | Ули Сутор                     | ЧМ 2004                              |
| 2004—05 | Себастьян Шток  | Даниэль Херберг | Штефан Кнолль     | Маркус Мессенцель  | Патрик Хоффман     | Маркус Херберг                | ЧЕ 2004                              |
| 2005—06 | Себастьян Шток  | Даниэль Херберг | Маркус Мессенцель | Патрик Хоффман     | Бернхард Майр      | Дик Хендерсон                 | ЧМ 2006 (10 место)                   |
| 2006—07 | Себастьян Шток  | Даниэль Херберг | Маркус Мессенцель | Патрик Хоффман     | Бернхард Майр      |                               | ЧЕ 2006 (4 место)                    |
| 2007—08 | Себастьян Шток  | Даниэль Херберг | Маркус Мессенцель | Патрик Хоффман     | Бернхард Майр      |                               |                                      |
| 2008—09 | Себастьян Шток  | Даниэль Херберг | Маркус Мессенцель | Патрик Хоффман     |                    |                               |                                      |

(скипы выделены полужирным шрифтом)